# Gare de Mosonmagyaróvár
La gare de Mosonmagyaróvár (en hongrois : Mosonmagyaróvár vasútállomás) est une halte ferroviaire hongroise, située à Mosonmagyaróvár.